# Crémarest
Crémarest ist eine französische Gemeinde mit 802 Einwohnern (Stand: 1. Januar 2022) im Département Pas-de-Calais in der Region Hauts-de-France. Sie gehört zum Arrondissement Boulogne-sur-Mer und zum Kanton Desvres. 

## Geographie
Die Gemeinde Crémarest liegt im Regionalen Naturpark Caps et Marais d’Opale am Fluss Liane, etwa zwölf Kilometer ostsüdöstlich von Boulogne-sur-Mer. Nachbargemeinden von Crémarest sind Bellebrune im Nordwesten und Norden, Alincthun im Norden, Bournonville im Osten, Desvres im Osten und Südosten, Wirwignes im Süden und Westen sowie Baincthun im Westen und Nordwesten.

## Bevölkerungsentwicklung
| Jahr                       | 1962 | 1968 | 1975 | 1982 | 1990 | 1999 | 2006 | 2015 | 2022 |
| Einwohner                  | 490  | 495  | 486  | 462  | 563  | 658  | 676  | 786  | 802  |
| Quellen: Cassini und INSEE |      |      |      |      |      |      |      |      |      |

## Sehenswürdigkeiten
- Kirche Notre-Dame-des-Grâces aus dem 14. Jahrhundert, Monument historique seit 1926
- Schloss La Freynoye aus dem 17. Jahrhundert

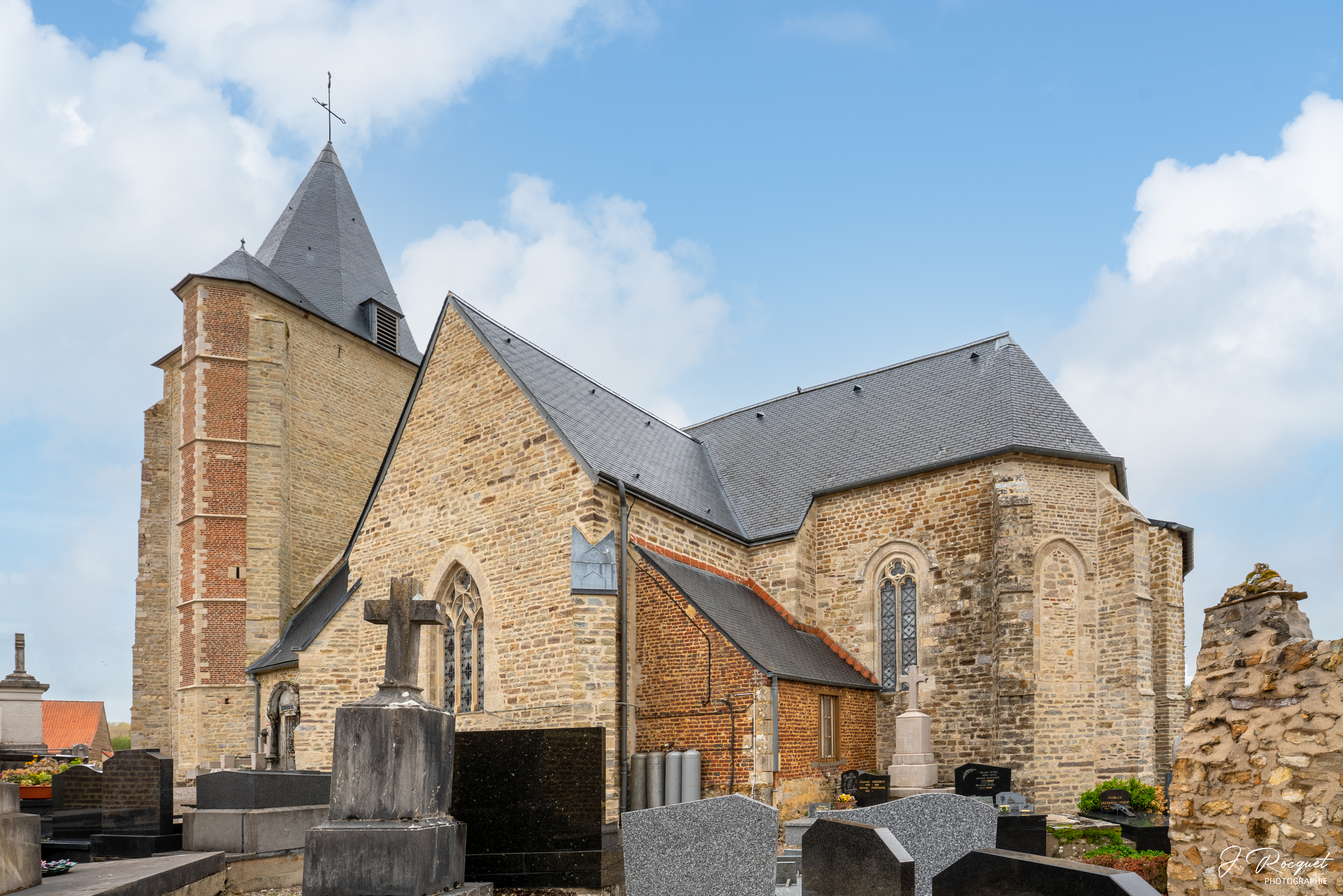
Kirche Notre-Dame-des-Grâces

- Reste einer früheren Burg